# Alphasat I-XL
Alphasat I-XL, jetzt Inmarsat-4A F4, ist der Name eines Kommunikationssatelliten, der im Auftrag von Inmarsat und der ESA von einem europäischen Firmenkonsortium unter Führung von Thales Alenia Space (abk. TAS) und Astrium gebaut wurde. Er ging auf der Orbitalposition 25° Ost über dem Äquator in Dienst.

## Nutzlast
Alphasat I-XL ermöglicht für Inmarsat Mobiltelekommunikation im L-Band, u. a. mit Handys. Dazu trägt er eine entfaltbare Antenne mit 11 Metern Durchmesser. Bevor diese jedoch zur Erde ausgerichtet werden kann, war vorgesehen, dass der Satellit seine Ausrichtung im geostationären Orbit um 90° im Vergleich zur normalen Ausrichtung ändert.
Daneben hat Alphasat I-XL noch vier Experimente der ESA an Bord:
1. Eine unidirektionale Laser-Kommunikationseinrichtung (Advanced Laser Communications Terminal), die Daten über 45.000 km mit 1,8 GBit/s empfangen und bis zu 600 MBit/s[6] zum Boden über Ka-Band weiterleiten kann. Verbindungen sind zwischen dem geostationären Alphasat I-XL und einem Satelliten (z. B. Sentinel-1A/B und Sentinel-2A/B) in einer erdnahen Umlaufbahn oder auch einer optischen Bodenstation möglich. Entwickelt wurde das Terminal von der deutschen Firma Tesat-Spacecom, während die dazugehörige Optik für den Laserstrahl aus der Schweiz kommt; das Terminal diente vor allem als Demonstrator für EDRS-A;
2. Tests der Datenübertragung im Q/V-Band 38 – 48 GHz mit Spotbeams nach Süditalien IT1(Tito), Norditalien IT2(Spino) und Graz EU1 (Österreich). Der Transponder wurde von Herstellern aus Italien gebaut. Die drei Beams sind umschaltbar in den folgenden 4 Betriebsarten:
  - IT1-IT2
  - IT1-EU1
  - IT1 loop und IT2 loop
  - IT1 loop und EU1 loop
3. ein neuartiger Sternsensor aus Deutschland, der genauer als die bisherigen Modelle ist und einen geringeren Energieverbrauch hat;
4. ein Experiment aus deutsch-portugiesischer Zusammenarbeit, um die Auswirkung kosmischer Strahlen auf elektronische Bausteine, die aus Galliumnitrid anstatt Silizium bestehen, zu überprüfen.

## Alphabus
Der Satellit basiert auf dem Alphabus, der unter der Führung von Astrium und TAS im Auftrag der ESA entwickelt wurde. Als erster Typ dieser Baureihe  sollte Alphasat I-XL die Möglichkeiten des Alphabusses noch nicht ausschöpfen. Geplant war, dass er lediglich 12 kW Strom verbraucht und ca. 6,6 t Startgewicht hat. Die Leermasse wurde mit 3,5 t und die Spannweite der Solarzellenflügel mit 40 m angegeben.

## Flugverlauf
Alphasat I-XL wurde am 25. Juli 2013 mit einer Ariane 5 ECA gestartet und auf eine geostationäre Transferbahn gebracht. Am 6. August 2013 erreichte Alphasat seine vorläufige Position auf der GEO-Bahn, nachdem die Entfaltung der Antennen erfolgreich war. Bis November 2013 wurden alle experimentellen Nutzlasten von Alphasat aktiviert.
Die erwartete Lebensdauer beträgt 15 Jahre